# Льюис, Клейтон
Клейтон Рис Льюис (англ. Clayton Rhys Lewis; род. 12 февраля 1997, Веллингтон) — новозеландский футболист, атакующий полузащитник клуба «Окленд Сити» и сборной Новой Зеландии.

## Клубная карьера
Клейтон начал карьеру в клубе «Тим Веллингтон», но так и не дебютировал за клуб на профессиональном уровне. Летом 2014 года Льюис перешёл в «СК Уондерерс». 22 ноября в матче против «Уаикато Гамильтон» он дебютировал в чемпионате Новой Зеландии. 17 января 2015 года в поединке против «Уайтакере Юнайтед» Клейтон забил свой первый гол за «СК Уондерерс».
Летом 2015 года Льюис перешёл в «Окленд Сити». 22 ноября в матче против дублёров «Веллингтон Феникс» он дебютировал за новый клуб. В этом же поединке Клейтон забил свой первый гол за «Окленд Сити». В 2015 и 2016 годах Льюис принимал участие в клубных чемпионатах мира.

## Международная карьера
В 2013 году в составе юношеской сборной Новой Зеландии Льюис принял участие в юношеском чемпионате мира в ОАЭ. На турнире он был запасным и на поле не вышел.
31 марта 2015 года в товарищеском матче против сборной Южной Кореи льюис дебютировал за сборную Новой Зеландии.
В 2015 году Клейтон в составе молодёжной сборной Новой Зеландии принял участие в домашнем молодёжном чемпионате мира. На турнире он сыграл в матчах против команд Украины, США и Мьянмы. В поединке против мьянмян Льюис забил гол.
В 2017 году в составе молодёжной сборной Новой Зеландии Клейтон принял участие в молодёжном чемпионате мира в Южной Корее. На турнире он сыграл в матчах против команд Вьетнама и Гондураса.
В 2017 году Льюис принял участие в Кубке конфедераций в России. На турнире он сыграл в матчах против команд Мексики и Португалии.